# Embassy Theatre

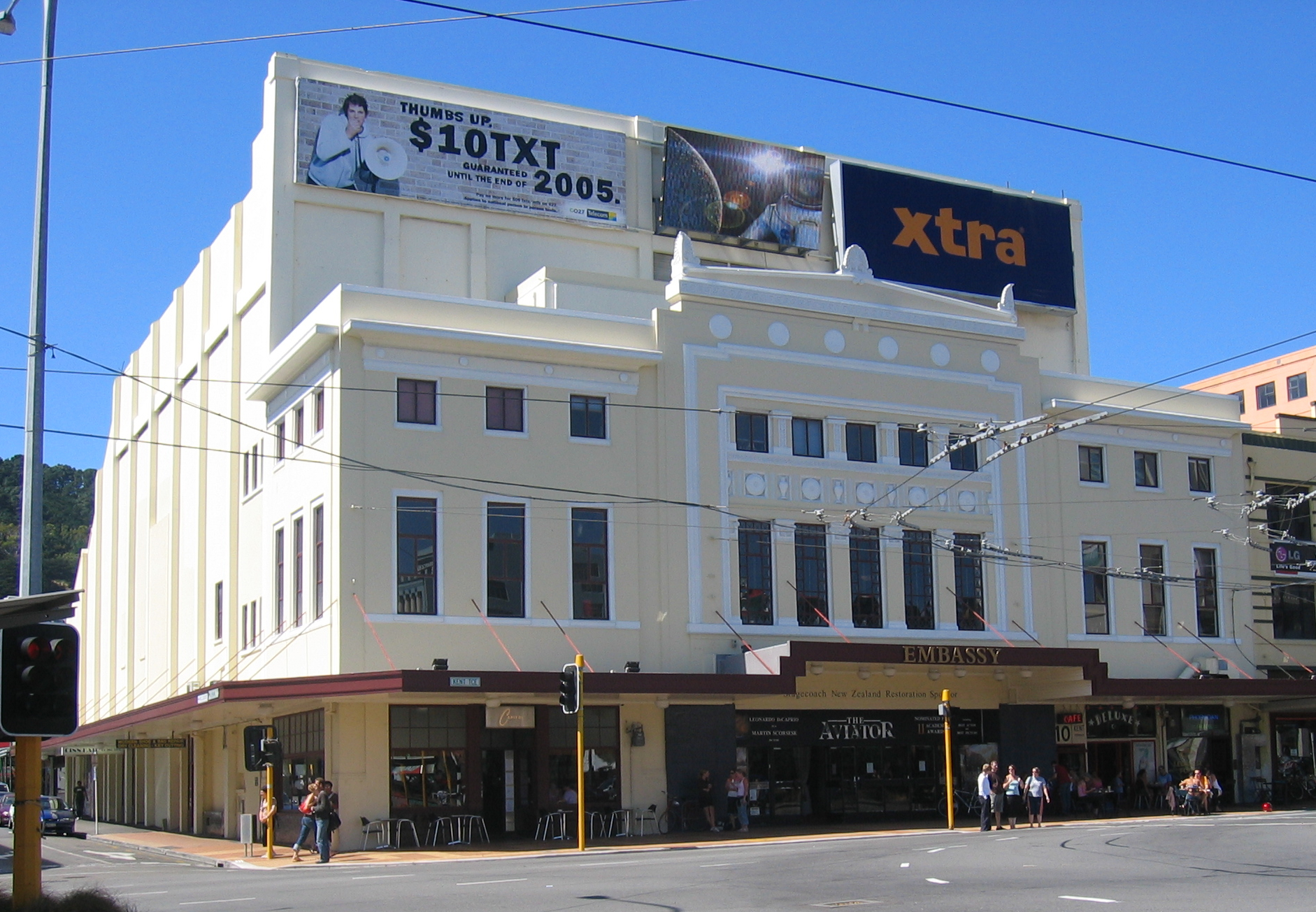
L'Embassy Theatre en 2005.

L'Embassy Theatre est un complexe de cinéma de Wellington, Nouvelle-Zélande. C'est l'un des plus anciens cinémas du pays encore en activité et sa plus grande salle a l'un des écrans les plus grands de l'hémisphère sud. Il a ouvert ses portes le 31 octobre 1924. Il a été désigné en décembre 2001 par le New Zealand Historic Places Trust comme un lieu significatif d'héritage culturel ou historique de Nouvelle-Zélande. Le cinéma a accueilli les avant-premières mondiales des films Le Seigneur des anneaux : Le Retour du roi en 2003 et Le Hobbit : Un voyage inattendu en 2012.